# Deponens
Een deponens (meervoud: deponentia) of deponent werkwoord is een werkwoord dat in de lijdende vorm voorkomt, maar een bedrijvende betekenis heeft. Een oude opvatting was dat deze werkwoorden hun lijdende betekenis hadden afgelegd (Latijn deponere = "afleggen").

## Diathesis
Een andere opvatting over het bestaan van deponentia is van de diathesis (Grieks διάθεσις) of verdeling. Hoewel zinstypen uiteenlopen, kan men in vele zinnen steeds bepaalde elementen onderkennen, met name de agens (de of het handelende), de actie (de handeling) en de patiens (de of het ondergáánde). In die volgorde komen zij voor in een zin als
- De kat krabde de hond.

Dit is een bedrijvende zin; de agens staat vooraan.
De verdeling kan echter ook anders zijn: zo kan in een lijdende zin juist de patiens voorop staan:
- De hond werd gekrabd (door de kat).

In het speciale geval dat agens en patiens identiek zijn, krijgen we dan nog een reflexieve (wederkerende) zin:
- De hond krabde zich.

Deze vormen komen in het Nederlands voor, maar er zijn meer mogelijkheden. Zo kent het Grieks nog een tussenvorm tussen de lijdende en de bedrijvende constructie, medium genaamd, die vergelijkbaar is met onze wederkerende vorm.

## Werkwoordsvorm
Deze alternatieve zinsconstructies hebben elk hun eigen bijbehorende werkwoordsvorm. Voor het Nederlands is dat bijvoorbeeld krabben (bedrijvend), gekrabd worden (lijdend) en zich krabben (wederkerend). Zowel naar de vorm als naar de betekenis zijn alle drie verschillend: er heeft als het ware uitsplitsing plaatsgevonden.
Die uitsplitsing is bij het deponens niet aanwezig; het is een vorm die de bedrijvende betekenis heeft aangenomen, maar een andere vorm behouden. De betekenis die eigenlijk bij die andere vorm hoorde, is afgelegd, maar het valt te betwisten dat die afgelegde vorm de lijdende was; het kan ook de wederkerende zijn geweest.
- Er is bij hen gisteren een dochtertje geboren.
- Ze zijn verloofd.

In het eerste voorbeeld is de lijdende vorm nog herkenbaar: geboren betekent "gedragen", en is verwant met het Engels to bear, dat zelf geen deponens is en nog twee verschillende vormen kent (to be born "geboren worden"; to be borne "gedragen worden").
In het tweede voorbeeld is een wederkerende vorm herkenbaar: verloofd zijn treedt in werking doordat men zich verlooft, dat wil zeggen een belofte of gelofte doet.
Het deponente werkwoord kan vrijwel altijd in alle tijden voorkomen ('Werd geboren", "was geboren", "zal worden geboren" enzovoort). Is dat niet het geval, dan spreken we van een defectief deponens.
In het Nederlands komen nauwelijks deponente werkwoorden voor. In veel andere Indo-Europese talen, zoals het Grieks, het Latijn en het Zweeds, zijn ze veelvuldiger.

## Voorbeelden

### Latijn
- conari "proberen": de vorm op -ari is lijdend; de bedrijvende vorm, die bij dit werkwoord niet bestaat, zou op -are eindigen.
- fateri "bekennen": -eri is lijdend, bedrijvend zou zijn -ere.
- uti "gebruiken": -i is hier wederkerend ("zich bedienen van"), bedrijvend zou zijn -ere.
- hortari "aansporen"

### Nieuwgrieks
- κοιμάμαι (koimamai) "ik slaap" : -amè is lijdend, bedrijvend zou zijn -aoo.

### Zweeds
- andas "ademen": de vorm op -as is lijdend; bedrijvend zou zijn -a.

## Lijst van deponentia in het Nederlands
- bekend worden
Marco Borsato werd bekend met het lied "Dromen zijn bedrog".
Marco Borsato is bekend geworden met het lied "Dromen zijn bedrog".
- zich bewust worden
Ik ben me bewust van mijn tekortkomingen.
- geboren worden
Ik ben in 1975 geboren.
Wanneer wordt het geboren?.
- verliefd worden
Piet is verliefd op Sofie.

### Defectievedeponentia in het Nederlands
Defectieve deponentia komen niet in alle vormen voor. Hoewel zij een hulpwerkwoord bevatten, is dat in feite gefossiliseerd tot een koppelwerkwoord, en het voltooid deelwoord (zoals hieronder bekrompen) is een bijvoeglijk naamwoord geworden.
- bekrompen zijn
Jan is echt bekrompen; wat een kleinzielig wereldbeeld heeft hij!
- belezen zijn
Gerard weet echt alles, hij is werkelijk zeer belezen.